# Lịch sử Ethiopia
Bài này đề cập đến tiền sử và lịch sử của Ethiopia từ khi nó nổi lên như một đế chế dưới thời Aksumites đến hình thức hiện tại là Cộng hòa Dân chủ Liên bang Ethiopia cũng như lịch sử của các khu vực khác ở Ethiopia ngày nay như Tam giác Afar. Đế chế Ethiopia (Abyssinia) lần đầu tiên được thành lập bởi những người Ethiopia ở Cao nguyên Ethiopia. Do sự di cư và sự bành trướng của đế quốc, nó đã phát triển bao gồm nhiều cộng đồng chủ yếu nói tiếng Afro-Asiatic khác, bao gồm Oromos, Amhara, Somalis, Tigray, Afars, Sidama, Gurage, Agaw và Harari, và những cộng đồng khác.
Một trong những vương quốc đầu tiên vươn lên nắm quyền trên lãnh thổ là vương quốc D'mt vào thế kỷ 10 TCN, thành lập thủ đô tại Yeha. Vào thế kỷ đầu tiên sau Công nguyên, Vương quốc Aksumite đã lên nắm quyền ở Vùng Tigray với thủ đô tại Aksum và phát triển thành một cường quốc trên Biển Đỏ, khuất phục Yemen và Meroe và chuyển sang Cơ đốc giáo vào đầu thế kỷ thứ tư. Đế chế Aksumite sụp đổ với sự trỗi dậy của Hồi giáo ở bán đảo Ả Rập, vốn từ từ chuyển thương mại khỏi Aksum của Cơ đốc giáo. Cuối cùng nó trở nên bị cô lập, sau đó nền kinh tế xuống dốc và sự thống trị thương mại của Aksum đối với khu vực đã kết thúc. Người Aksumites nhường chỗ cho Vương triều Zagwe, người đã thành lập thủ đô mới tại Lalibela trước khi nhường chỗ cho Vương triều Solomon vào thế kỷ 13. Trong thời kỳ đầu của Solomon, Ethiopia đã trải qua những cải cách quân sự và sự bành trướng của đế quốc khiến nước này thống trị vùng Sừng châu Phi. Các nhà truyền giáo Bồ Đào Nha đã đến đây vào thời điểm này.
Năm 1529, Vương quốc Hồi giáo Adal cố gắng chinh phục Abyssinia và đạt được thành công bước đầu; Adal được cung cấp bởi người Ottoman trong khi Abyssinia nhận được quân tiếp viện của Bồ Đào Nha. Đến năm 1543, Abyssinia đã chiếm lại được vùng lãnh thổ đã mất nhưng chiến tranh đã làm suy yếu cả hai bên. Người Oromo đã có thể mở rộng lên các vùng cao nguyên, chinh phục cả Vương quốc Hồi giáo Adal và Abyssinia. Sự hiện diện của người Bồ Đào Nha cũng tăng lên, trong khi người Ottoman bắt đầu đẩy mạnh vào khu vực ngày nay là Eritrea, tạo ra Habesh Eyalet. Người Bồ Đào Nha đã mang vũ khí hiện đại và kiến trúc baroque đến Ethiopia, và vào năm 1622, hoàng đế Susenyos I cải đạo sang Công giáo, châm ngòi cho một cuộc nội chiến kết thúc bằng việc ông ta thoái vị và trục xuất tất cả người Công giáo khỏi Ethiopia. Một thủ đô mới được thành lập tại Gondar vào năm 1632, và một thời kỳ hòa bình và thịnh vượng sau đó cho đến khi đất nước bị chia cắt bởi các lãnh chúa vào thế kỷ 18 dưới thời Zemene Mesafint.
Ethiopia được thống nhất vào năm 1855 dưới thời Tewodros II, bắt đầu lịch sử hiện đại của Ethiopia và triều đại của ông được tiếp nối bởi Yohannes IV, người đã bị giết khi hành động vào năm 1889. Dưới thời Menelik II, Ethiopia bắt đầu chuyển đổi sang tiến bộ công nghệ được tổ chức tốt và cấu trúc như hiện nay. Ethiopia cũng mở rộng về phía nam và phía đông, thông qua cuộc chinh phục của Tây Oromo (nay là Shoan Oromo), Sidama, Gurage, Wolayta và các nhóm khác, dẫn đến biên giới của Ethiopia hiện đại. Ethiopia đã đánh bại một cuộc xâm lược của Ai Cập vào năm 1876 và một cuộc xâm lược của Ý vào năm 1896 đã giết chết 17.000 người Ethiopia, và được các cường quốc châu Âu công nhận là một quốc gia hợp pháp. Một quá trình hiện đại hóa nhanh chóng hơn đã diễn ra dưới thời Menelik II và Haile Selassie. Ý phát động cuộc xâm lược lần thứ hai vào năm 1935. Từ năm 1935–1941, Ethiopia nằm dưới sự chiếm đóng của Ý như một phần của Đông Phi thuộc Ý. Ethiopia đã đánh đuổi được người Ý ra khỏi đất nước vào năm 1941, và Haile Selassie được trở lại ngai vàng sau 5 năm sống lưu vong ở Anh. Ethiopia và Eritrea hợp nhất thành một liên bang, nhưng khi Haile Selassie chấm dứt liên bang vào năm 1961 và biến Eritrea thành một tỉnh của Ethiopia, Chiến tranh giành độc lập kéo dài 30 năm của Eritrean nổ ra. Eritrea giành lại độc lập sau cuộc trưng cầu dân ý năm 1993.
Haile Selassie bị lật đổ vào năm 1974 và Chế độ quân phiệt Derg lên nắm quyền. Năm 1977 Somalia xâm lược Ethiopia, cố gắng thôn tính khu vực Ogaden, nhưng bị các lực lượng Ethiopia, Liên Xô và Cuba. Trong năm 1977 và 1978, chính phủ đã tra tấn hoặc giết hàng trăm nghìn kẻ thù bị tình nghi trong cuộc Khủng bố Đỏ. Ethiopia trải qua nạn đói năm 1984 khiến một triệu người thiệt mạng và cuộc nội chiến dẫn đến sự sụp đổ của quân Derg vào năm 1991. Điều này dẫn đến việc thành lập Cộng hòa Dân chủ Liên bang dưới thời Meles Zenawi. Ethiopia vẫn còn nghèo khó, nhưng nền kinh tế của nó đã trở thành một trong những nền kinh tế phát triển nhanh nhất thế giới.